# بسقوط مرتعش (رواية)
بسقوط مرتعش (بالإنجليزية: With Shuddering Fall)‏ هي رواية للكاتبة الأمريكية جويس كارول أوتس، نشرت عام 1964، عن دار نشر فانغراد بريس.